# شکاف (فیلم ۲۰۰۷)
شکاف (به انگلیسی: Breach) یک فیلم سینمایی آمریکایی در ژانرهیجان انگیز و جاسوسی محصول سال ۲۰۰۷ میلادی به کارگردانی بیلی ری است. فیلم براساس داستان واقعی رابرت هانسین، یک مأمور اداره تحقیقات فدرال، محکوم به جاسوسی برای اتحاد جماهیر شوروی سوسیالیستی که بعداً روسیه شد می‌باشد. این فیلم به‌طور کلی بررسی‌های مثبتی را از منتقدین دریافت کرد.

## خلاصه داستان فیلم
بیشترین سهم دوران جنگ سرد، نصیب مأمورین امنیتی هر دو طرف بلوک شرق و غرب شد. مأمورین آمریکایی و روسی باید غیر از جنگیدن با طرف مقابل، مراقب شکاف‌های امنیتی سازمان خویش نیز می‌بودند.